# Mohamed Hussein Roble
Mohamed Hussein Roble (ur. w październiku 1963) – polityk somalijski. Członek Międzynarodowej Organizacji Pracy. Ukończył Narodowy Uniwersytet Somalii i Królewski Instytut Techniczny w Sztokholmie, gdzie uzyskał tytuł inżyniera środowiska. 18 września 2020 desygnowany na funkcję premiera Somalii, zatwierdzony 23 września. 25 czerwca 2022 roku przestał pełnić funkcję premiera, a jego następcą został Hamza Abdi Barre.